# 宝塚市立仁川小学校
宝塚市立仁川小学校（たからづかしりつ にがわしょうがっこう）は、兵庫県宝塚市仁川宮西町一丁目にある公立小学校。

## 沿革
- 1957年(昭和32年) - 開校（良元小学校より分離開校）
- 1978年(昭和53年) - 1503名の児童数
- 1982年(昭和57年) - 新北館完成
- 1996年(平成8年) - 創立40周年を迎える
- 2002年(平成14年) - 新体育館完成
- 2003年(平成15年) - 仮設校舎へ移転、北館・南館解体
- 2004年(平成16年) - 新館の建設作業がつづく
- 2005年(平成17年) - 新校舎完成

・ 2006年(平成18年) - 創立50周年記念行事
・ 2016年(平成28年) - 開校60周年記念行事

## 通学区域
- 大字鹿塩、仁川北1 - 3丁目、仁川台、仁川団地、仁川うぐいす台、仁川宮西町、仁川月見が丘、仁川旭ガ丘、仁川高台1・2丁目、仁川高丸1 - 3丁目、鹿塩1・2丁目、新明和町（2番）、大成町（4・5・9・10番）

## 進学先中学校
- 宝塚市立宝塚第一中学校

## 交通アクセス
- 阪急今津線 仁川駅より800m
- 阪急バス「仁川うぐいす台口」より約300ｍ
- 阪急今津線 小林駅より約1㎞

## 著名な出身者
- 石原貴規 (プロ野球選手)
- 山本拓実 (プロ野球選手)
- 水上桂 (プロ野球選手)

## 通学区域が隣接している学校
- 宝塚市立西山小学校
- 宝塚市立良元小学校
- 宝塚市立高司小学校
- 西宮市立段上小学校
- 西宮市立段上西小学校
- 西宮市立上ケ原小学校